# Паровоз-памятник Эу708-64
Паровоз-памятник Эу708-64 (официальное название — «Памятник-паровоз, доставивший в 1943 году в Ленинград первый после прорыва блокады эшелон с грузами») — паровоз серии Эу, на котором бригада машиниста Ивана Пироженко 7 февраля 1943 года привела первый после прорыва блокады Ленинграда состав с продовольствием на Финляндский вокзал. В 1979 году локомотив был обнаружен энтузиастами на белгородской базе запаса и доставлен на станцию Волховстрой I, где он был установлен в начале 1980 года в качестве памятника у здания вокзала. Охраняется государством как памятник истории в статусе объект культурного наследия регионального значения.

## История
Паровоз серии Эу с заводским номером 3482 был построен в 1931 году на Брянском заводе «Красный Профинтерн», после постройки он был приписан к депо Кандалакша, где получил номер 708-64. 26 мая 1935 года локомотив попал в аварию и был повреждён. После ремонта, в 1936 году, Эу708-64 был передан в депо Петрозаводск, а в 1941 году оказался в депо Волховстрой.
После прорыва блокады Ленинграда за 17 дней была построена железнодорожная линия Поляны — Шлиссельбург, связавшая железнодорожную сеть города с остальной страной. 2 февраля по линии прошёл первый, пробный поезд; неизвестно, какая из бригад волховстроевского депо вела состав и каким локомотивом. Для первого рейса с грузом была выбрана бригада из старшего машиниста Ивана Пироженко, помощника Ивана Харина и кочегара Ивана Антонова, победившая в соцсоревновании и в целом известная в депо высокими трудовыми показателями и новаторскими идеями. Второй сменой была назначена бригада из машиниста Михаила Кузнецова, помощника Виктора Дятлева и кочегара Фёдора Клыкова. В последний момент указанием начальства Харин был снят из бригады, на его место поставили Дятлева как более опытного. Кроме второй смены, состав сопровождали машинист-инструктор, ревизор, поездной вагонный мастер и фельдшер с медсестрой.
Выезд состава со станции Волховстрой I состоялся в 17 часов 43 минуты по московскому времени 5 февраля 1943 года. Рейсом следовала также делегация управления Кировской железной дороги во главе с заместителем начальника дороги Вольдемаром Виролайненом. Локомотив был украшен хвойными ветками, портретом Сталина и плакатами. Первой за паровозом была прицеплена цистерна с водой, за ней — пассажирский вагон со сменной локомотивной бригадой; в состав были погружены 800 тонн сливочного масла из Челябинской области.
На станции Войбокало состав простоял 4 часа, пережидая артиллерийский обстрел. На следующей станции, Междуречье, была усилена светомаскировка: вместо фар бригада установила керосиновые фонари с маскировочными жалюзи, левая сторона паровозной будки была завешена брезентом, замаскирован был и выход на тендер. Далее до станции Левобережье на берегу Невы состав следовал под перекрёстным артиллерийским обстрелом. В 6 часов утра 6 февраля состав приехал на станцию Шлиссельбург, где была продолжительная стоянка. Перед Ржевкой произошла поломка — замёрзла вода в инжекторной трубе водоприёмного рукава, отказал левый инжектор, но проблему удалось решить за 10 минут, отогрев фланцы горящими поленьями из топки. По прибытии на станцию Кушелевка бригада была отправлена на ночлег в депо Ленинград-Финляндский, так как торжественная встреча была запланирована на следующий день. Состав остался на ночь на станции.

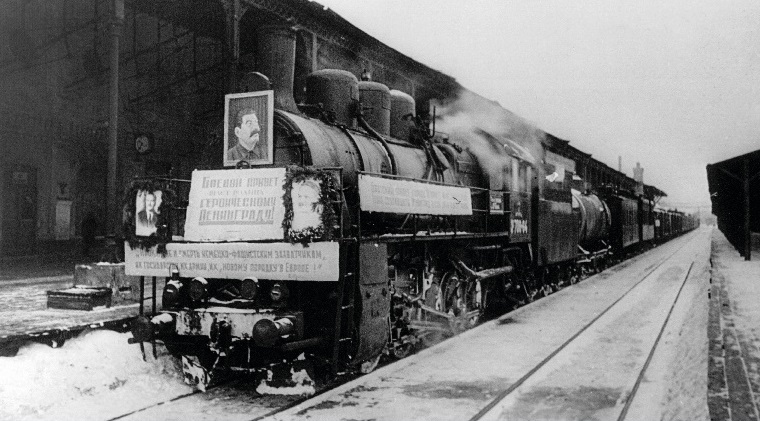
Прибытие Э^{у}708-64 с составом на Финляндский вокзал

На следующее утро, когда состав тронулся с Кушелевки, в паровозной будке кроме бригады находился также и Виролайнен, который лично отвечал за успешность первого рейса. На подъезде к перрону Финляндского вокзала он оттеснил машиниста Пироженко от реверса и сам встал за управление паровозом. Прибытие рейса было зафиксировано в 12 часов 10 минут по Московскому времени, после прибытия состоялся торжественный митинг, по окончании которого встречным маршрутом № 719 был отправлен другой состав. После рейса все его участники получили различные правительственные награды.
В 1950-х годах Волховстроевское депо постепенно переходило на тепловозную тягу, а паровозы передавали в другие депо. Эу708-64 оказался на Южной железной дороге, работал в депо Белгород, его тендер какое-то время работал с паровозом Эу708-70. К концу 1970-х Эу708-64 был поставлен на белгородскую базу запаса, где его в 1979 году обнаружили энтузиасты-железнодорожники. После этого решением Ленинградского областного совета народных депутатов № 347 от 27 августа 1979 года паровоз было поручено установить в качестве памятника мужеству железнодорожников на станции Волховстрой I, этим же решением ещё не созданный монумент был поставлен под государственную охрану в качестве памятника истории в статусе объекта культурного наследия регионального значения. После этого локомотив был передан в депо Ленинград-Финляндский, а 23 октября исключён из списков подвижного состава и доставлен в Волхов для установки.
Памятник торжественно открыт 9 мая 1980 года, в 35-ю годовщину Победы в Великой Отечественной войне. На торжественном митинге присутствовали и участники первого рейса в блокадный Ленинград — Виктор Дятлев и Фёдор Клыков, и начальник паровозного отдела депо в годы войны Александр Алексеев.
3 октября 2022 года на прямую линию губернатора Ленинградской области поступило обращение: позвонивший обратил внимание Александра Дрозденко на факт, что на паровозе-памятнике отсутствует какое-либо упоминание имён железнодорожников, участвовавших в первом рейсе по Дороге Победы. Губернатор после этого распорядился о поисках фамилий по архивам и заверил, что в случае, если данные будут обнаружены, табличка с упоминанием фамилий машинистов, помощников и кочегаров появится на локомотиве. При этом уже на 2019 год существовала такая табличка с указанием только двух участников первого рейса.

## Описание

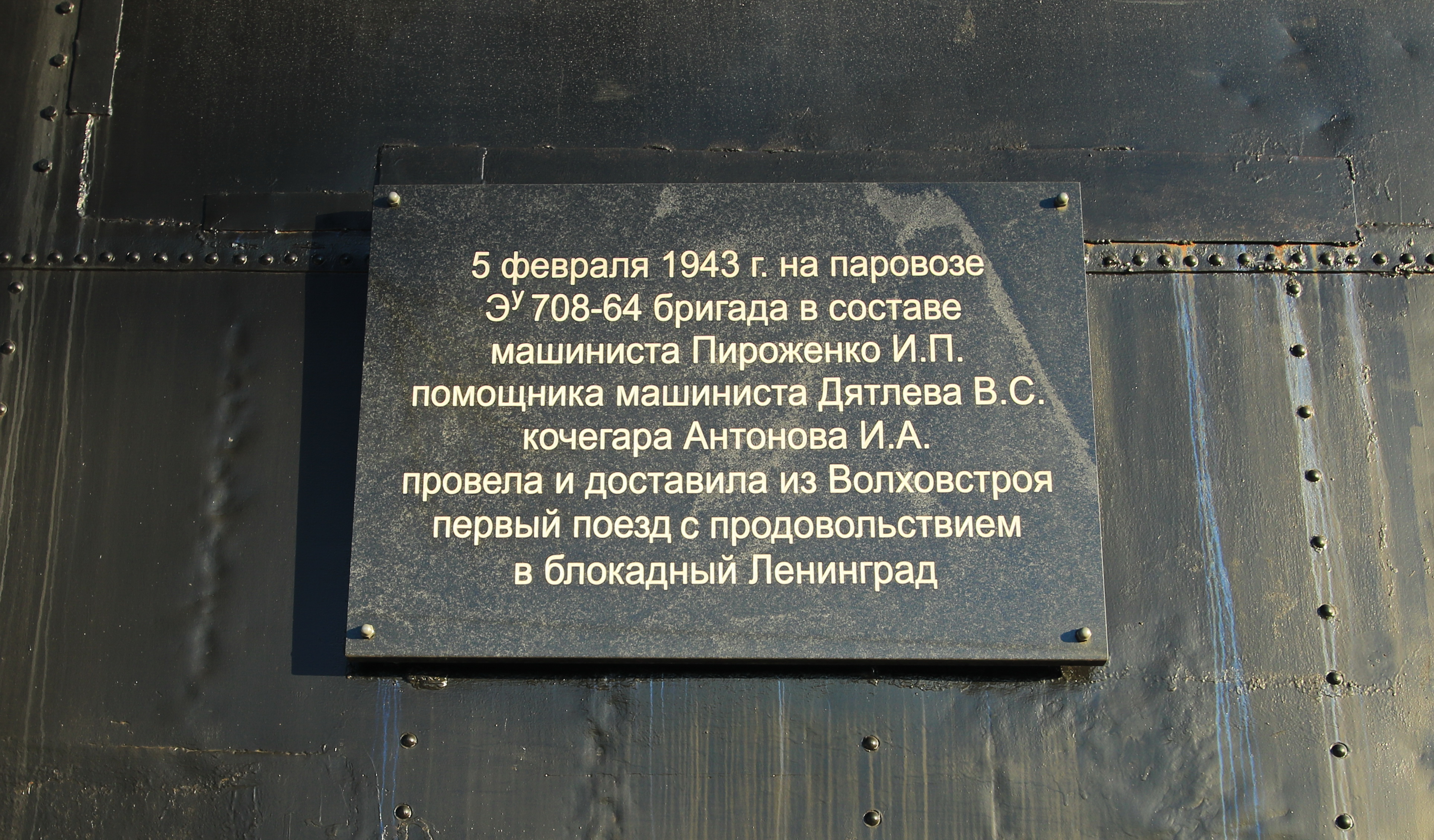
Гранитная табличка на тендере

Паровоз Эу708-64 находится на станции Волховстрой I, с западной стороны от вокзала по адресу Привокзальная площадь, дом 7а в Волхове, Ленинградская область, Россия. Он стоит параллельно путям станции и обращён в сторону Санкт-Петербурга.
Основой памятника является звено железнодорожного пути. На нём стоит паровоз, на тендере которого закреплены две таблички: литая бронзовая с надписью «Этот паровоз Эу-708-64, приписанный в годы войны к депо г. Волхова 7 февраля 1943 года доставил в осаждённый Ленинград первый после прорыва блокады поезд с продовольствием и боеприпасами» и гранитная, с надписью «7 февраля 1943 года паровозная бригада депо Волховстрой в составе: машиниста Дятлева В. С. и кочегара Антонова И. А. доставили 1-й поезд с продовольствием в Ленинград после прорыва блокады».
Возле паровоза на различные памятные даты, связанные с Великой Отечественной войной, проводятся памятные митинги, возложения цветов и другие мероприятия.